# Stechlin
Stechlin est une commune de Brandebourg (Allemagne), située dans l'arrondissement de Haute-Havel.
Elle est constituée de trois villages principaux :
- Menz,
- Neuglobsow,
- Dollgow,

ainsi que de plusieurs petits hameaux :
- Dagow,
- Schulzenhof,
- Neuroofen,
- Güldenhof.

Au bord du lac Stechlin, à 20 min à pieds de Neuglobsow, se trouve le département d'écologie du phytoplankton (département 3) de l'Institut-Leibniz d'écologie des eaux douces et des pêches intérieures (IGB).

## Personnalités liées à la ville
- Karl Litzmann (1850-1936), écrivain né et mort à Neuglobsow.
- Erwin Strittmatter (1912-1994), écrivain mort à Schulzenhof.